# Barbara Radziwiłł
Barbara Radziwiłł, (lituanien : Barbora Radvilaitė, polonais : Barbara Radziwiłłówna, biélorusse : Барбара Радзівіл) née le 6 décembre 1520 et morte le 8 mai 1551  fut reine de Pologne et grande-duchesse de Lituanie.

## Biographie
Barbara Radziwiłł est la fille du voïvode et hetman de Lituanie, Jerzy Radziwiłł, et de Barbara Kolanka. Elle est décrite comme une belle femme, bien éduquée, s'intéressant à la mode et à l'esthétique.
Le 18 mai 1537, Barbara épouse Stanislovas Goštautas (en), voïvode de Nowogródek qui meurt en 1542.
Quelques années plus tard, une histoire d'amour se noue entre elle et Sigismond II de Pologne, fils du roi de Pologne. Les deux amants s'épousent secrètement. En 1548 après la mort de son père, Sigismond devient roi de Pologne. Il proclame son mariage secret avec Barbara Radziwiłł et refuse les injonctions de la Diète qui entend casser cette union jugée inégale.

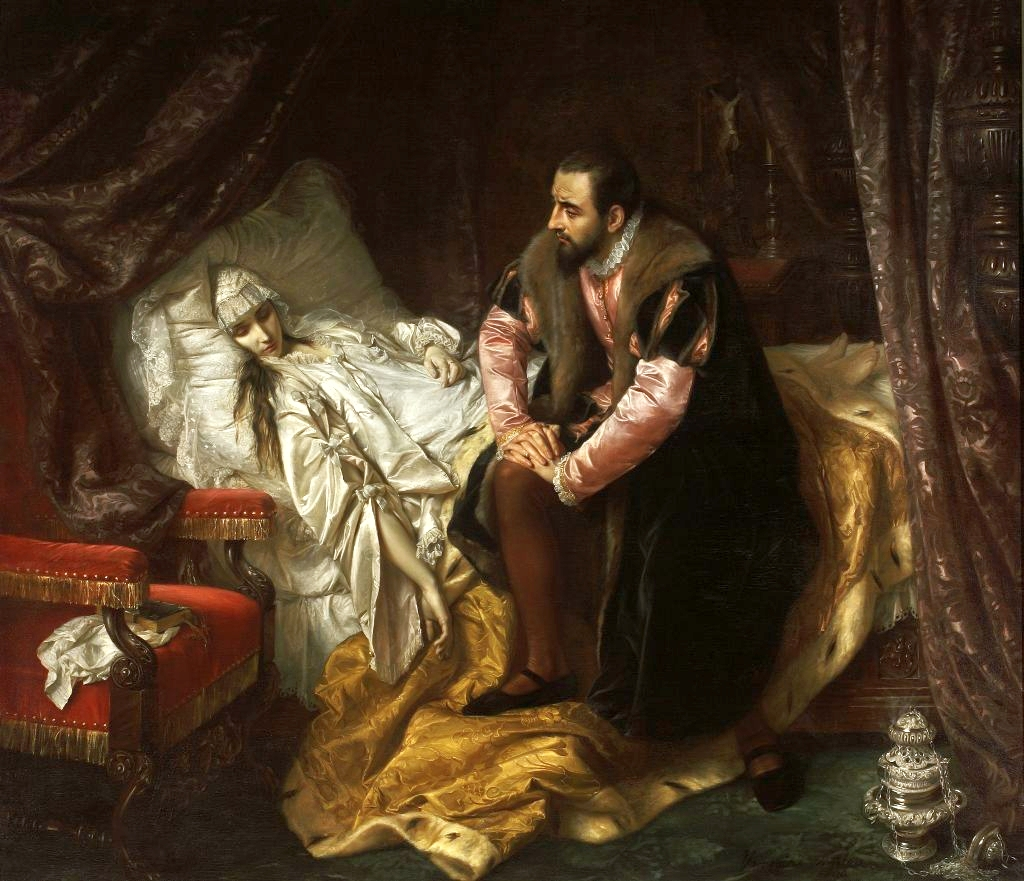
Mort de Barbara Radziwiłł Peinture de Józef Simmler

Ce mariage, qui renforce le pouvoir de la déjà très puissante famille Radziwiłł en lutte pour le contrôle du grand-duché de Lituanie, rencontre également une forte opposition de la noblesse polonaise et de la famille royale. Il faut dire que Mikołaj Radziwiłł le Rouge, frère de Barbara, est un ardent défenseur de la souveraineté de la Lituanie contre toute union avec la Pologne, et que Mikolaj Krzysztof Radziwill, son cousin est lui est ardent partisan de la Réforme protestante et du Calvinisme. Le conflit dure deux ans, jusqu'à ce que Barbara soit couronnée le 7 décembre 1550, en la cathédrale du Wawel à Cracovie.
Le 8 mai 1551, cinq mois seulement après son couronnement, Barbara meurt subitement. Des soupçons d’empoisonnement se portent sur la reine mère, Bona Sforza. Sa mort est un grand chagrin pour le roi. Barbara ayant émis le souhait d'être enterrée en Lituanie, un cortège funèbre transporte son corps jusqu'à Vilnius où elle est inhumée dans la crypte de la cathédrale.

## Barbara Radziwiłł dans la culture

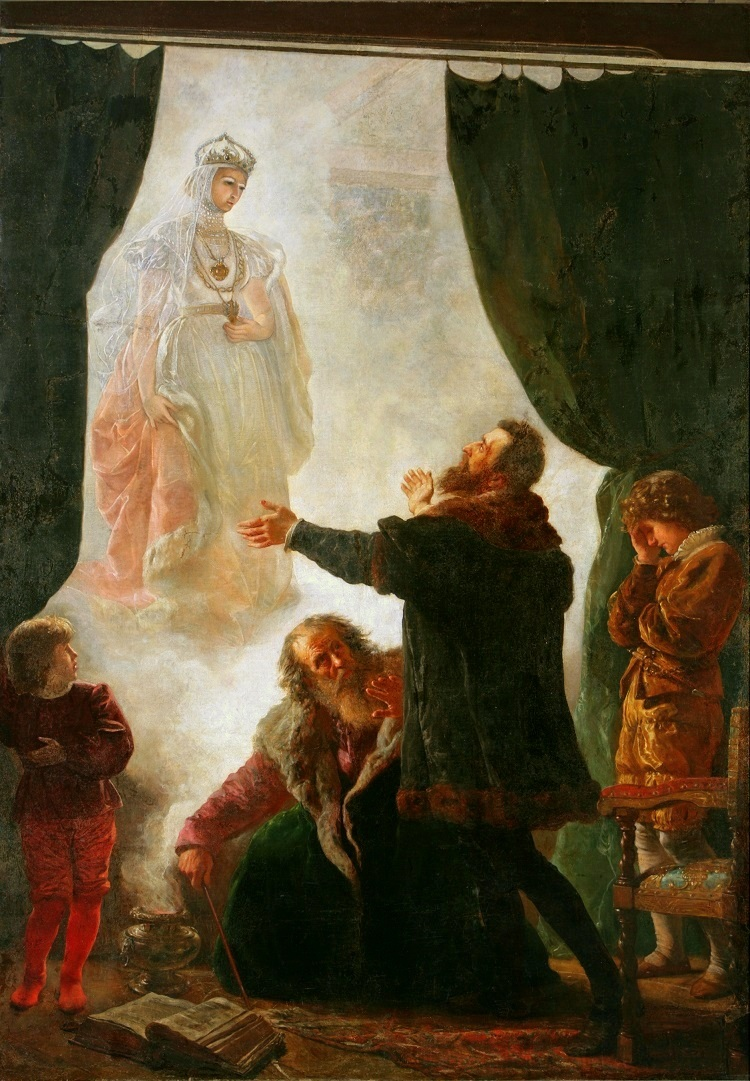
Le spectre de Barbara Radziwiłł répondant à l'invocation de Pan Twardowski. Tableau de Wojciech Gerson

La vie et la mort de Barbara ont inspiré des légendes, des peintures, des œuvres littéraires et cinématographiques parmi lesquelles la légende de Pan Twardowski qui, à l'image de Faust, vendit son âme au diable en échange de pouvoirs surnaturels, comme celui d'invoquer le fantôme de Barbara.
En 1817, l'écrivain polonais Alojzy Feliński écrit une tragédie et en 1858 le poète Antoni Edward Odyniec (en) lui consacre un drame : Barbara Radziwiłłówna.
En 1983, Janusz Majewski réalise un film, Epitafium dla Barbary Radziwiłłówny (Épitaphe pour Barbara Radziwill), inspiré de la romance de Barbara avec le roi Sigismond, sa mort et son retour posthume à Vilnius. Anna Dymna interprète le rôle de Barbara et Jerzy Zelnik celui du roi.
Barbara apparait également comme un personnage important dans une série télévisée de Telewizja Polska, Królowa Bona (La Reine Bona).
L'histoire de Barbara Radziwill a été une source d'inspiration pour le groupe de folk-métal biélorusse Litvintroll, qui en 2013 sort un album Czornaja Panna, un conte lyrique exprimant la douleur et le chagrin de Sigismond après la mort de Barbara.

## Sources

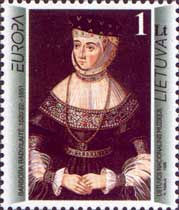
Timbre lituanien de 1996 à l'effigie de Barbara Radziwiłł

- (en) Cet article est partiellement ou en totalité issu de l’article de Wikipédia en anglais intitulé « Barbara Radziwiłł » (voir la liste des auteurs).
- (en) Dictionnaire historique de la Lituanie Saulius A. Suziedelis - 2011
- (en) Dictionnaire historique de la Pologne de 966 à 1945 Jerzy Jan Lerski, Piotr Wróbel, Richard J. Kozicki - 1996
- Chefs-d'œuvre du théâtre polonais... 1823
- Barbara Radziwiłłówna czyli poczạtek panowania... Antoni Edward Odyniec - 1858